# Lissy Winterhoff

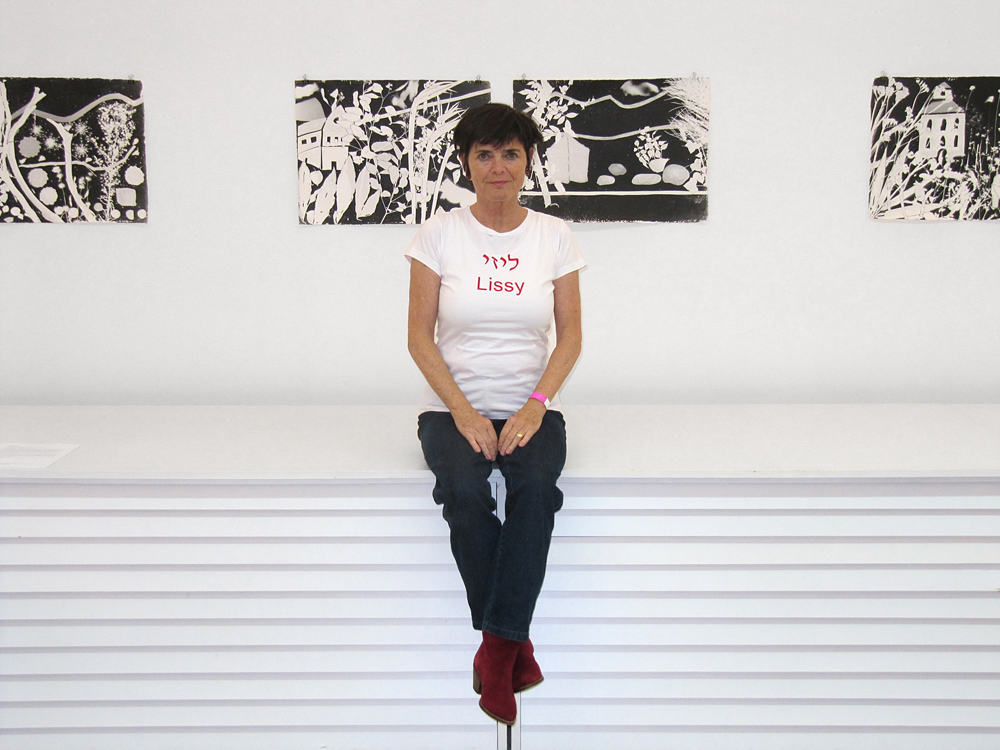
Lissy Winterhoff (2014)

Lissy Winterhoff (* 20. Juli 1953 in Schwelm) ist eine deutsche Künstlerin und Theaterwissenschaftlerin.
In ihrem künstlerischen Werk arbeitet sie schwerpunktmäßig mit Techniken der Fotografie, der Fotoradierung und der Fotoplastik.
Theaterwissenschaftlich arbeitete sie über Salome als Femme fatale auf der Bühne der Wende des 19. zum 20. Jahrhundert.

## Leben und Wirken
Winterhoff studierte von 1974 bis 1984 an der Fachhochschule für Kunst und Design Köln Fotografie bei Arno Jansen und Freie Graphik bei Pravoslav Sovák. Sie wurde zur Meisterschülerin bei Pravoslav Sovák ernannt, das Abschlussexamen war 1981, die Meisterschülerprüfung 1984. Winterhoff erhielt von 1981 bis 1983 einen Lehrauftrag für Video- und Bewegungsimprovisation an der Fachhochschule für Kunst und Design Köln.
Von 1981 bis 1989 studierte sie an der Philosophischen Fakultät der Universität zu Köln, Theater-, Film- und Fernsehwissenschaft, Kunstgeschichte, Philosophie mit Abschluss Magister bei Renate Möhrmann.
Winterhoff arbeitet mit den Arbeitsschwerpunkten Fotografie und Fotoplastik in freiem Atelier – von 1974 bis 2023 in Ateliers in Köln, seit 2023 in ihrem Atelier in Frechen-Königsdorf. Für ihre Arbeiten verwendet sie unübliche Bildträger, wie lichtempfindlich gemachte handgeschöpfte Bütten- oder Aquarellpapiere, die sie mit den Techniken der klassischen Fotografie im Fotolabor bearbeitet. Diese fotoplastischen Arbeiten entstehen durch das Zusammenwirken von Konzept, sinnlicher Struktur des Materials und Bild.

## Werk
Winterhoff schuf ein umfangreiches Werk fotoplastischer Arbeiten. Es handelt sich überwiegend um Schwarzweißfotografien, die in Verbindung mit verschiedenen künstlerischen Techniken als Fotografien in der Dunkelkammer realisiert wurden. Farbe entsteht in ihren Arbeiten durch Übermalungen, Kolorierungen oder durch die verwendeten Trägermaterialien.
Bei den frühen Arbeiten ab Mitte der 70er Jahre handelt es sich um Schwarzweißfotografien, die mit dezenten transparenten Ölfarben handkoloriert wurden.
Winterhoffs Arbeiten der 80er Jahre knüpfen eine Verbindung zwischen den Kunstkategorien der Bewegungsimprovisation, der Videoarbeit, der Fotografie und der Radierung. Sie wurden meist als Fotoradierungen realisiert.
Winterhoff wandte sich seit den frühen 90er Jahren zunehmend fotografischen Arbeiten auf ungewöhnlichen Bildträgern zu. So entstanden Werke auf Büttenpapieren, Aquarellpapieren, Sand auf Holz und Leinwand. Die Arbeiten wurden teilweise als Siebdrucke realisiert. Häufig arbeitete Winterhoff literarische Texte in die Arbeiten ein.
Die Aufnahme von lokalem Naturmaterial als Element der bildnerischen fotografischen Arbeiten realisierte sie in den Anfang der 2000er Jahre entstandenen Serien zu ägyptischen Wüstenlandschaften. Es handelt sich um Fotografien auf dem Originalsand dieser Landschaften auf Holzträgern. Die Darstellungen dieser Wüstenlandschaften erscheinen also auf dem aus der Wüste selbst stammenden originalen Sandmaterial.
Immer wieder arbeitete Winterhoff auch zu politischen Themen wie Kinderarbeit, Gleichberechtigung der Frau, sexuelle Gewalt gegen Frauen und Kinder, Verfolgung und Shoah. In diesen Arbeiten verband sie historische Fotografien sowie journalistische Texte mit ihren fotografischen Medien und realisierte die daraus entstandenen Arbeiten als Siebdrucke.
Seit 2013 fand Winterhoff zum Ausdrucksmittel des Fotogramms. In der Serie Gabriele Münter – Die Häuser meiner Freunde realisierte sie in Anlehnung an die Holz- und Linolschnitte Gabriele Münters ein neues Konzept bildnerischer Gestaltung mit Naturmaterialien auf lichtempfindlichem Büttenpapier in der Technik des Fotogramms. In dem umfangreichen Fotogrammzyklus Die vier Jahreszeiten stellt sie die Unerschöpflichkeit und Lebenskraft der Natur in den Mittelpunkt der Darstellung. Diese Arbeiten greifen gleichzeitig zurück auf die Pflanzendarstellungen der Ursprünge der Fotogrammtechnik im 19. Jahrhundert.
Seit 2021 arbeitet Winterhoff auch mit digitaler fotografischer Technik.

## Rezeption und Hintergrund
Der Kunsthistoriker und Fachautor für Fotografie Reinhold Mißelbeck beschrieb die Arbeiten Lissy Winterhoffs wie folgt:
„Lissy Winterhoffs photographisches Werk ist thematisch breit gefächert und zugleich auf eine faszinierende Weise in sich geschlossen. Ihre Themenauswahl folgt nicht rationalem Kalkül oder einer vorher festgelegten Systematik sondern geschieht spontan, aus der Begegnung mit dem Gegenstand heraus, sobald bei ihr emotional etwas ausgelöst wird. All ihren Bildern, ob es sich um Landschaften, Stilleben, um Blumen, maltesische Tempel oder gar um die photographische Auseinandersetzung mit Literatur handelt, ist gemeinsam, daß Gefühle in der Auseinandersetzung mit den Themen eine dominante Rolle spielen.“
„Die Natur, ob Landschaft, Blüte oder Obststilleben ist ihr eigentliches Thema, in das sich der Mensch und die von ihm geschaffene Architektur einfügt. Der liebevolle Blick ist bei ihr letztlich auch der auf Harmonie gerichtete Blick, der weiblich ist, insofern er in der Natur nicht das Gegenüber sieht, mit dem man sich auseinandersetzen, mit dem man kämpfen muß, sondern den Schoß, in dem man geborgen sein kann.“
Gabriele Uelsberg beschrieb die Facetten von Winterhoffs Werk wie folgt:
„Am ehesten noch können wir ihre Fotografien als begründendes Material der Weltaneignung erkennen. Sie macht ihre Aufnahmen an Orten, an denen sie mal im historischen, mal im bildkünstlerischen, mal im literarischen Sinne auf Spurensuche geht, um nach Künstlern der Vergangenheit, nach Ereignissen der Geschichte und nach Bildhaftigkeit zu fahnden, die uns aus der Kunstgeschichte vertraut erscheinen – so wie ihre Serie auf den Spuren des Impressionisten Alfred Sisley oder die Serie über den Wald von Fontainebleau, die uns anrühren und in ihrer Ästhetik einfangen.“ 
Sie fährt fort:
„Aus der Berührung wird ein Schlag, wenn wir ihre Serie der Recherche in den Schreckenskammern der Geschichte erkennen, in denen sie uns die bedrückenden Bilder aus dem Konzentrationslagern Auschwitz (Stammlager), Birkenau und Buchenwald vor Augen stellt und sie mit einem Zitat nach Ruth Klüger betitelt: Erschöpft schluckte ich das Grausen, das mir in den Hals stieg, wie Kotze. Doch gerade in den künstlerischen Arbeiten, in denen sie seit vielen Jahren die Grausamkeit des Holocaust thematisiert, bleibt sie am ehesten anteilnehmende Betrachterin, die versucht, das Unverständliche in reduzierten Bildmotiven zum Ausdruck zu bringen – verstärkt durch eingefügte Texte von Überlebenden.“
Die Kunsthistorikerin Ute Kaldune bei der Eröffnung der Einzelausstellung von Winterhoff in den Kunsträumen der Michael Horbach Stiftung im September 2024:
„Thematisch reichen die Motive Lissy Winterhoffs von der Faszination für Naturthemen sowie der Energie jungfräulicher weißer Blütenkelche bis zu politischen Themenfeldern, z.B. einer Serie über die Shoah und poetische Fotografien von jüdischen Friedhöfen. Ergänzt werden diese Motive durch eine messerscharfe Analyse des schwarzen Molochs, des Krieges. Lissy Winterhoff verknüpft eine Bildsprache, die das Potential der Dinge gekonnt nutzt, und sie versteht, es in ihren Werken emotionale  Wortbildsymbiosen zu schaffen.“

## Ausstellungen (Auswahl)
- 1982: „Works on paper from the Rhinevalley“, Pratt-Graphic-Center, New York (G)
- 1987/1988: „Lissy Winterhoff graphische Arbeiten 1981–1987“, Kölnischer Kunstverein (E)[18]
- 1991: „Von Pinguinen, Schlössern und Tempeln“, Fotogalerie in focus, Köln (E)
- 1992: „Kölner Foto Künstlerinnen“, Landschaftsverband Rheinland (G)
- 1995: „Ägypten – In der Nähe der Osterinsel“, Fotogalerie in focus, Köln (E)
- 1995: „Sechs Jahre Vaterland-Gegenüberstellungen“, Dom zu Brandenburg/Johanneskirche Düsseldorf (G)
- 1996: „11. Deutsche Internationale Grafik-Triennale“, Frechen (G)[19]
- 1998: „Die Kombinationen des Möglichen ergeben reiche Spannung – Fotoplastische Arbeiten von acht Künstlerinnen“, Dresdner Bank, Köln (G)
- 1999 „Einheit – Künstlerinnen im Dialog“, Köln/Brandenburg, BBK, Köln
  - 2000: Waschhaus, Potsdam (G)
- 2001: „Fotografien auf außergewöhnlichen Bildträgern“, Stadthaus Erftstadt (E)
- 2001: Ausstellung zum Gabriele Münter Preis, Frauenmuseum, Bonn (G)
  - 2002: Ausstellungshalle Leipzig
- 2001: „Perplex – Positionen und Perspektiven“, Kunst- und Ausstellungshalle der Bundesrepublik Deutschland, Bonn (G)
- 2002: „Auf die Knie warf ich mich vor der Schönheit einer Rose“, Historisches Rathaus, Köln (E)
- 2004: „Trois manières de vue“, Chapelle de Penitents Blancs, St. Martin-de-Castillon, Frankreich (G)
- 2006: „Der Palast der Drachenkönigin“, Märchenprojekte Galerie Claudia Delank, Köln (G)
- 2007: „Den Augenblick auskosten“, Galerie Pia Esch-Renner, Frechen (E)
- 2011: „GesichtZeigen“, Käthe Kollwitz Museum, Köln (G)
- 2013: Art fair, Köln (G)
- 2014: Cologne Paper Art (G)
- 2015: „Hommage an Gabriele Münter“, Frauenmuseum Bonn (G)
- 2016: Internationale Photoszene Köln (G)
- 2016: „4 Positionen“ Grevy Köln (G)
- 2016: „Mixed Bag“ Paris (G)
- 2017: „Bildräume – Malerei und Plastik“ im Quartier am Hafen (G)
- 2017: „Forever Young – Künstlerinnen im Dialog mit dem Alter“ Willebadessen (G)
- 2018: „Fotografie im Quartier am Hafen“ (G)
- 2018: „Köln Paper Pairs“ im Quartier am Hafen (G)
- 2018: „Unter Freunden und Konkurrenten. Kölner Experimente. Eine Klasse für sich.“ Kunsträume Stiftung Horbach (G)
- 2018: „Der Blick – Das Bild – Der Raum“ im Kunsthaus Rhenania (G)
- 2019: Internationale Photoszene – „Punkt – Linie – Fläche – Raum“ im Quartier am Hafen (G)
- 2019: „Der Blick aus meinem Atelier – Industriegebiet Köln-Poll-Deutz und seine Geschichte“ Festival Quartier am Hafen Köln-Poll (E)
- 2019: Jahresausstellung des Vereins der Düsseldorfer Künstler (G)
- 2019–2020: 175 Jahre Verein der Düsseldorfer Künstler, Stadtmuseum Düsseldorf (G)
- 2021: „Lissy Winterhoff – Fotografische Archäologie“ Fotoplastische Arbeiten von 1978 bis heute, Kunsträume der Michael Horbach Stiftung Köln 2021 (E)[20]
- 2022: „unruhig bleiben“ Fotografische und installative Arbeiten – Künstlerhäuser im Dialog SITTart Düsseldorf (G)
- 2022: „Balance“ Künstlerhäuser im Dialog, Amts- und Landgericht Düsseldorf (G)
- 2024: „Lissy Winterhoff – Was wir über das Leben wissen sollten“ Fotoplastische Arbeiten von 1978 bis heute, Kunsträume der Michael Horbach Stiftung Köln (E)[21]

## Veröffentlichungen
- Lissy Winterhoff Fotografien. Selbstverlag, 1994. Wiedererscheinung R. Alexander Akademie Verlag, Frechen 2020, ISBN 978-3-96920-019-3, zur Leseprobe.
- Ihre Pracht muß ein Abgrund sein, ihre Lüste ein Ozean. Die jüdische Prinzessin Salome auf der Bühne der Jahrhundertwende. Königshausen und Neumann, Würzburg 1998, ISBN 978-3-8260-1433-8.
- Lissy Winterhoff – Île de France. Fotoplastische Arbeiten – Eine Reise, R. Alexander Akademie Verlag 2020, ISBN 978-3-96920-000-1, zur Leseprobe.
- Lissy Winterhoff – Fotogramme. Zeichen der Natur – Annäherung an Agnes Martin – Bilderpaare, R. Alexander Akademie Verlag 2020, ISBN 978-3-96920-009-4, zur Leseprobe.
- Lissy Winterhoff – Was Sie schon immer über das Leben wissen wollten. 22 Jahre Postkartengrüße zum Jahreswechsel, R. Alexander Akademie Verlag 2020, ISBN 978-3-96920-029-2, zur Leseprobe.
- Lissy Winterhoff – Werkeverzeichnis, R. Alexander Akademie Verlag 2020, ISBN 978-3-96920-039-1.
- Lissy Winterhoff – Fotografische Archäologie. Fotoplastische Arbeiten von 1978 bis heute, R. Alexander Akademie Verlag 2021, ISBN 978-3-96920-049-0, zur Leseprobe.
- Bilder einer Ausstellung – Lissy Winterhoff in den Kunsträumen der Michael Horbach Stiftung Köln, Fotografische Archäologie – fotoplastische Arbeiten von 1978 bis heute, R. Alexander Akademie Verlag 2021, ISBN 978-3-96920-069-8.